# Informatika
Informatika je obor lidské činnosti, který se zabývá pojmem informace a přenosem a zpracováním informace. Zahrnuje množství specializovaných vědních a technických oborů.

## Obory
- Matematická informatika[1] a ještě specializovanější teoretická informatika studují složité systémy, zpracování informací a používání počítačů s využitím technik aplikované matematiky, elektrotechniky a softwarového inženýrství.
- Informační technologie studují vše, co se týká fungování počítačů po technické stránce. Název je odvozen od slova informace, jelikož počítače nepracují s ničím jiným, než s daty (informacemi).
- Teorie informace je věda spojující aplikovanou matematiku a elektrotechniku za účelem kvantitativního vyjádření informace. Zabývá se bezeztrátovou kompresí (např. ZIP), ztrátovou kompresí (např. MP3), kapacitou přenosového kanálu (např. DSL).
- Informační věda, studium zpracování, správy a získávání informace.
- Bioinformatika je vědní disciplína, která se zabývá metodami pro shromažďování, analýzu a vizualizaci rozsáhlých souborů biologických dat, zejména dat molekulárně-biologických.
- Chemoinformatika spojuje vědecký výzkum v oboru chemie a výpočetní techniky.
- Geoinformatika je geoinformační (geografie + informatika) věda, zabývající se vývojem a aplikací metod pro řešení problémů geověd a příbuzných oborů, se specifickým důrazem na geografickou polohu objektů.
- Lékařská informatika (též biomedicínská informatika) je vědní obor který je na rozhraní informační vědy (dříve též jako informatiky) a medicíny.
- Neuroinformatika je vědní obor, zabývající se zpracováním a analýzou dat z oblasti neurověd za pomoci prostředků informatiky.
- Sociální informatika je transdisciplinární obor, zabývající se studiem designu, využití a důsledků informačních a komunikačních technologií v institucionálním a kulturním kontextu. Spojuje počítačovou vědu, informační vědu, informační systémy a sociální vědy.

## Informatika formální a neformální
Z hlediska typologie informace informatikou studované, je na základě prací B. Russella a I. Newtona (autora metody exaktní vědy Philosophiæ Naturalis Principia Mathematica) viz též věda, třeba uvést zařazení současné informatiky. 
Typologicky lze nástroje na zpracování informace rozdělit na svět umělý exaktní (matematika, formální logiky, programovací jazyky, formální jazyky obecně, formální gramatiky, exaktní stroje – Turingův stroj) se zakázanou (nulovou) vnitřní vágností interpretace všech jazykových konstruktů (interpretace je exaktní), kde je informatika zavedená jako formální (exaktní, matematizovaná) věda. Dále na svět lidský (lidskou psýchu), v němž je zpracovávaná informace inherentně svázaná se svojí (vnitřní) vágností, a tak je interpretace vágní, subjektivní a emocionální, říká se jí konotace, zde je informatika vědou neformální. Z hlediska typu i principu zpracovávané informace jsou to mimoběžné světy, v prvém je (musí být) vnitřní vágnost nulová, v druhém je vždy nenulová, inherentně svázaná s informací. Formální informatika je exaktní věda a týká se pouze prvého z nich, pro druhý z těch světů patřičná informatika jako ucelená věda nebyla dosud vytvořena, je to věda neformální (popisná, neexaktní) a opírá se o poznatky psychologie, zejména kognitivní psychologie.

## Terminologie
Slovo „informatika“ je mnoha českými mluvčími považováno za zastřešující pojem, který v sobě zahrnuje jakékoli cílené zpracování informací (i bez použití počítačů), stejně jako určité oblasti používání počítačů a telekomunikací. Při tomto pojetí slovo „informatika“ odpovídá poměrně přesně německému die Informatik, v mnoha jazycích však pro něj nelze nalézt vhodný překlad. Anglické slovo informatics může být některými mluvčími považováno za synonymum computer science, čemuž v češtině odpovídá vědní obor matematická informatika. V evropské vědecké komunitě však panuje širší shoda, že anglické slovo informatics je ekvivalentem slova computing a označuje souhrn všech disciplín zabývajících se výpočetní technikou či zpracováním informací s využitím počítačů. To znamená, že informatics není prostým synonymem ke computer science, což je pouze jedna z dílčích oblastí. Dalšími neméně důležitými oblastmi jsou např. informační systémy a informační technologie, které mají více aplikační charakter a v českém prostředí mohou být typicky vnímány jako součást tzv. „aplikované informatiky“.
Informatika se konstituovala v jednotlivých zemích v důsledku specifického historického vývoje a často s odlišným vymezením. To se projevilo a projevuje i ve specifickém chápání významu tohoto pojmu v jednotlivých zemích. Za diametrálně odlišný lze považovat především vývoj v západní Evropě oproti vývoji na Východě, zejm. v Sovětském svazu. Avšak ani západní Evropa netvořila z hlediska těchto tendencí homogenní kontext pro vývoj různých oborů, což se na formování informatiky projevilo. Ve Spojených státech amerických má slovo „informatika“ odlišný význam, protože tamní kurikulárně ukotvená struktura počítačových disciplín využívá historicky jiných označení (tj. počítačová věda, počítačové inženýrství, softwarové inženýrství, informační systémy, informační technologie).

### Informatika vs. informační věda
Vzhledem k pojmenování teorie vědeckých informací v Sovětském svazu v 60. letech termínem informatika (též vědní informatika), a dalším historickým, společenským a terminologickým okolnostem, je informatika v českém a slovenském prostředí někdy zaměňována či ztotožňována s informační vědou. Informatika i informační věda jsou však v České republice i dalších zemích chápány jako zcela samostatné vědní a studijní obory a jejich smysl, náplň a poslání se tak značně liší. Zatímco předmětem a východiskem informatiky je počítač a jeho technické a programové vybavení, informační věda se zabývá informacemi a psycho-sociálními aspekty jejich působení jako takovými, tj. zabývá se zákonitostmi procesů vzniku, zpracování, měření, kódování, ukládání, transformace, distribuce a recepce informací ve společnosti. Informační věda tak, podobně jako ostatní neinformatické společenskovědní, humanitní i přírodovědné obory, pouze využívá práce a výsledků informatiky (počítačové vědy) v podobě využívání hardware a software, které informatika vytvoří, za účelem zkoumání informací a psychosociálních aspektů jejich vzniku, zpracování, měření, kódování, ukládání, transformace, distribuce a recepce ve společnosti.

### Související terminologie (informatika vs. informační věda) v dalších jazycích
Informační věda a informatika (počítačová věda) jsou, podobně jako v češtině, terminologicky rozlišovány i v dalších jazycích, a to:
- v angličtině:
  - informační věda jako Information science
  - informatika jako Informatics
  - matematická informatika (počítačová věda) jako Computer science
- v němčině:
  - informační věda jako Informationswissenschaft
  - informatika (počítačová věda) jako Informatik
- ve francouzštině:
  - informační věda jako Science de l'information nebo Sciences de l'information et des bibliothèques či Sciences de l'information, documentation, popřípadě Sciences de l’information et de la communication (tj. vědy o informacích a knihovnách či vědy o informacích a dokumentaci, popřípadě vědy o informacích a komunikaci)
  - informatika (počítačová věda) jako L'informatique
- ve slovenštině:
  - informační věda jako Informačná veda
  - informatika (počítačová věda) jako Informatika nebo Veda o počítačoch

### Další příbuzné termíny
Informační technologie (IT) – anglicky information technologyInformační technologie studují vše, co se týká fungování počítačů po technické stránce. Název je odvozen od slova informace, jelikož počítače nepracují s ničím jiným, než s daty (informacemi).
Teorie informace – anglicky information theoryTeorie informace je věda spojující aplikovanou matematiku a elektrotechniku za účelem kvantitativního vyjádření informace. Zabývá se bezeztrátovou kompresí (např. ZIP), ztrátovou kompresí (např. MP3), kapacitou přenosového kanálu (např. DSL).